# Незванова, Клара Георгиевна
Клара Георгиевна Незва́нова (по мужу — Здано́вская; 1903—1977) — советская театральная актриса. заслуженная артистка РСФСР (1950).

## Биография
Родилась 4 (17 ноября) 1903 года в Астрахани, где окончила церковно-приходскую школу, Высшее начальное училище. Окончила в 1920 году театральную студию и поступила в актрисы в Астраханский драматический театр. Актриса Ярославского драмтеатра имени Ф. Г. Волкова (1928—1929 и с 1945 года). В 1930 году актриса Крымского ГТД имени М. Горького, В 1936 году — актриса Куйбышевского ГДТ имени М. Горького, в 1940 году актриса РТД имени М. Горького.
Умерла 20 июня 1977 года. Похоронена в Ярославле на Западном (Чурилковском) кладбище (участок № 2).
Муж — артист Орест Здановский.

## Театральные роли
- «Чайка» А. П. Чехова — Ирина Николаевна Аркадина
- «Живой труп» Л. Н. Толстого — Лиза
- «Коварство и любовь» Шиллера — леди Мильфорд
- «Таланты и поклонники» А. Н. Островского — Юлия Павловна Тугина
- «Доходное место» А. Н. Островского — Анна Павловна Вышневская
- «Егор Булычов и другие» М. Горького — Варвара
- «Без вины виноватые» А. Н. Островского — Любовь Ивановна Отрадина
- «Заговор обречённых» Н. Е. Вирты — Христина Падера

## Награды и премии
- орден Трудового Красного Знамени (11.7.1950)[1]
- заслуженная артистка РСФСР (11.7.1950)
- Сталинская премия третьей степени (1950) — за исполнение роли Христины Падеры в спектакле «Заговор обречённых» Н. Е. Вирты на сцене Ярославского ГАТД имени Ф. Г. Волкова (1949)
- Почётная грамота Верховного Совета СССР (1958) — за заслуги в области советского театрального искусства"
- Диплом I степени во Всесоюзном смотре (1967) — за исполнение роли Манефы и Марии Нагой в спектаклях «На всякого мудреца довольно простоты» А. Н. Островского и «Царь Юрий» В. А. Соловьёва